# بري (مخلوق أسطوري)
البَري (بالفارسية: پَری) هي نوع من المخلوقات الأسطورية الأنثوية الموجودة في الأساطير الفارسية. في الأصل كانت البري مخلوقًا شبيهًا بشيطانة أو ساحرة جميلة جدًّا والتي تغوي الرجال (مثل السقوبة). الكلمة الفارسية پَری هي مشتقة من الفارسية الوسطى (parīg) وهذه الكلمة نفسها هي مشتقة من الفارسية القديمة (parīka).
بعد الفتوحات الإسلامية، أصبحت البري نظيرة الجنية.
بحسب الأساطير الفارسية، البريات يسكن في مملكة خيالية: بَريستان (بالفارسية: پَریستان).
بعض أسماء الإناث هي مكونة من هذه الكلمة (پَری) وكلمة أخرى: مثلًا، پَریسا (شبيهة بجنيةٍ)، پَریخان (ملكة الجنيات)، پَریچِهْر (ذات وجه جنيةٍ)، پَریزاد (ابنة جنيةٍ).